# Piros Könyvtár
A Piros Könyvtár egy 19. század második felében megjelent magyar szépirodalmi könyvsorozat volt, amely a Lampel Róbert (Wodianer F. és Fiai) Cs. és Kir. Udvari Könyvkereskedés kiadásában Budapesten jelent meg 1879 és 1885 között:
- 1. Hugó Viktor. Egy halálra itéltnek utolsó napjai. Francziából ford. Zilahy Pál. (169 l.) 1885.
- 2–3. Dumas Sándor ifj. A kaméliás hölgy. 2 kötet. (154, 180 l.) 1885.
- 4–6. Gerstäcker Frigyes. A Missisippi folyó kalózai. Regény az amerikai életből. 3 köt. (676 l.) 1879.
- 7. A gyermekgyilkos nő. Egy haldokló vallomásai után. Népies elbeszélés. Magyaritá H. L. (104 l.) 1879.
- 8–9. Cz–y. Az elátkozott fia. Regény. 2 köt. (335, 256 l.) 1879.
- 10. Rózsássy Lajos. A titokteljes gróf. Regény. (79 l.) 1879.
- 11. Győrffy Béla. Az eltitkolt bün. (88 l.) 1879.
- 12. Mortier Arnold. A szörny. Regény. (400 l.) 1879.
- 13. Szegedy Béla. A betyár. Elbeszélés. (76 l.) 1879.
- 14. A házasságjelölt. Regény. – A párisi három virágvásár. Beszély. – Zenészeti regély. Rajz. Francziából ford. Kendeffy Vidor. (176, 76, 31 l.) 1879.
- 15–17. Vasvári Ferencz. A fekete torony. Regény 3 kötet. Ford. Henyei László. (164 l.) 1879.
- 18. Gerstäcker Frigyes. A rabszolga leány. Amerikai regény. Ford. Henyei László. (164 l.) 1879.
- 19. Wachenhusen János. A török kozák. Elbeszélés. Magyaritá Cziklay Lajos. (107 l.) 1879.
- 20. Temme J. D. H. A biró. Beszély. – Hesekiel György. A kis marquisné. Beszély. Ford. Kendeffy Vidor. (111, 39 l.) 1879.
- 21. Welle Ferencz. A kém. Ford. Henyey László. (244 l.) 1879.
- 22. Schücking Lewin. A csiny. Regény. Ford. Kendeffy Viktor. (110 l.) 1879.
- 23. Sacher-Masoch L. von, Beszélyei: A fekete czárnő. – A kiewi vérnász. – Pompadour csinje. – A szeretők myrtusa. – A szinpadi csiny. – Lambrun Margit. Magyaritá Sziklay József. (156 l.) 1879.
- 24–26. Az ördög czimborája. Regény. Ford. Scossa Dezső. 2 kötet. (340, 316 l.) 1879.
- 27–28. Krasenszky József. Morituri. Regény. Ford. Scossa Dezső. 2 kötet, (340, 316 l.) 1879.
- 29. Berthet Elie. A pierrefittei büntett. Francziából ford. Sziklay János. (284 l.)
- 30–31. Egy gonosz asszony. Történeti regény. Magyaritá Sziklay János. 2 kötet. (550 l.) 1880.
- 32. Sziklay Lajos. Apa és leány. Regény 3 kötet. (394 l.) 1880.
- 33. Brankovics György. A közhonvéd. Regény a magyar szabadságharczból. Ch. Zs. adatai nyomán. (362 l.) 1880.
- 34. Ries Hermin. Adél. Regény. (172 l.) 1880.